# خوانش سریانی-آرامی قرآن
خوانش سریانی-آرامی قرآن: جستاری برای رازگشایی زبان قرآن نام اثری از نویسنده‌ای با نام مستعارِ کریستُف لوکزِنبِرگ است که در سال ۲۰۰۰ منتشر شده‌است. نویسنده در این کتاب توضیح می‌دهد که بخش‌های بزرگی از قرآن ریشه در عبادات مسیحی سریانی دارد و بسیاری از آیات مبهم، زمانی که به سریانی ترجمه شوند، معنایشان مشخص می‌شود. در مجموع تاریخ‌پژوهان اتفاق‌نظر دارند که قرآن تحت تحت‌تاثیر ادبیات سریانی-آرامی بوده اما نظریهٔ لوکزنبرگ به دلیل تأکید بیش از حد بر این مسئله با انتقاداتی مواجه شده‌است. این کتاب به دلیل اینکه حاوی فرضیهٔ جدیدی دربارهٔ لغت حوری بود، توجه رسانه‌ها را به خود جلب کرد؛ لوکزنبرگ اعتقاد دارد حوری ارتباطی به دختران باکرهٔ بهشتی که مسلمانان اعتقاد دارند در بهشت به آن‌ها داده می‌شود، نیست بلکه به معنای «انگورِ سفید» است.
این کتاب تأکید می‌کند که زبان ترکیبات اولیهٔ قرآن، آن طور که مفسران کلاسیک فرض می‌کنند، منحصراً عربی نبوده، بلکه ریشه در زبان سریانی قرن هفتم قبیلهٔ مکی قریش دارد که در تاریخ با تأسیس دین اسلام همزمان است.

## نظریه
این اثر بیان می‌کند که بخش‌های مهم قرآن توسط نسل‌هایی از قاریان و دانشمندان مسلمان و غربی که زبان عربی کلاسیک را زبان قرآن می‌دانند، اشتباه خوانده شده‌است.
تحلیل لوکزنبرگ نشان می‌دهد که زبان سریانی-آرامی رایج تا قرن هفتم مبنای ریشه‌شناسی قوی‌تری برای معنای قرآن ارائه می‌دهد.
یکی از ویژگی‌های قابل توجه عربی نوشتاری اولیه این بود که فاقد نشانه‌های مصوت و حرکت‌گذاری‌هایی بود که بتوان مثلا در آینده بین  ب، ت، ن، ي، تمایز قائل شد، بنابراین مستعد تلفظ و خوانش اشتباه بود. در اواخر قرن هشتم به دستور حجاج بن یوسف، والی عراق (۶۹۴-۷۱۴)، حرکت‌گذاری عربی اضافه شد.
لوگزنبرگ ادعا کرد که قرآن «حاوی زبان مبهم و حتی غیرقابل توضیح» است. او ادعا می‌کند که حتی دانشمندان مسلمان هم تحلیل برخی از آیات را مشکل می‌دانند و مجموعه‌هایی از تفسیر قرآن را برای توضیح این آیات نوشته‌اند. با این حال، به گفتهٔ او، فرض پشت تلاش‌های آنها همیشه این بوده‌است که هر بخش دشواری درست، معنادار و عربی خالص است و می‌توان آن را با روش‌های مطالعات سنتی مسلمانان رمزگشایی کرد. لوگزنبرگ، دانشمندان دانشگاهی غربی قرآن را متهم می‌کند که رویکردی ترسو و تقلیدی دارند و بیش از حد بر کار دانشمندان مسلمان تکیه می‌کنند.
لوگزنبرگ استدلال می‌کند که قرآن در اصل منحصراً به زبان عربی نوشته نشده‌است، بلکه به صورت آمیخته با سریانی، زبان گفتاری و نوشتاری غالب در شبه‌جزیرهٔ عربستان تا قرن هشتم نوشته شده‌است.

منظور از زبان سریانی-آرامی (در واقع سریانی) شاخه‌ای از زبان آرامی در خاور نزدیک است که در اصل در اِدِسا و نواحی اطراف آن در شمال غربی بین‌النهرین صحبت می‌شده و از مسیحیت تا مبدأ قرآن به عنوان زبان نوشتاری غالب بوده‌است. برای بیش از یک‌هزار سال، آرامی زبان میانجی در کل منطقهٔ خاورمیانه بود، پیش از آنکه در قرن هفتم به تدریج توسط زبان عربی جایگزین شود.

لوگزنبرگ خاطرنشان کرد که محققان باید از نو شروع کنند، تفاسیر قدیمی اسلامی را نادیده بگیرند و فقط از آخرین روش‌های زبانی و تاریخی استفاده کنند. از این رو، اگر یک کلمه یا عبارت قرآنی خاص در عربی «بی‌معنا» به نظر برسد، یا تنها با حدس‌های پرپیچ و خم بتوان آن را معنا کرد، منطقی است که زبان سریانی را هم در کنار زبان عربی بررسی کنیم.
او همچنین استدلال می‌کند که قرآن بر اساس متون قبل از خود، یعنی کتاب‌های قرائت سریانی که در کلیساهای مسیحی سریانی  استفاده می‌شد، استوار است، و این تلاش چندین نسل بود که این متون را در قرآنی که ما امروز می‌شناسیم تطبیق دهند.

بر اساس سنت اسلامی، قدمت قرآن به قرن هفتم برمی‌گردد، در حالی که اولین نمونه‌های ادبیات عرب به معنای کامل آن دو قرن بعد، یعنی زمانی که ابن هشام (متوفی ۸۲۸) «سیرهٔ پیامبر» را نوشت، یافت می‌شود.
بنابراین، می‌توانیم ثابت کنیم که ادبیات عربی پس از قرآن، در دوره‌ای پس از آثار خلیل بن احمد فراهیدی (متوفی ۷۸۶)، بنیان‌گذار فرهنگ‌نویسی عربی (کتاب العین)، و سیبویه (متوفی ۷۹۶)، که دستور زبان عربی کلاسیک به او تعلق دارد، توسعه یافته‌است. حال اگر فرض کنیم که شکل‌گیری قرآن در سال وفات محمد در سال ۶۳۲ به پایان رسیده‌است، فاصله‌ای ۱۵۰ ساله را پیش روی خود می‌یابیم که در طول آن اثری از ادبیات عرب درخور توجه نیست.

لوگزنبرگ با رویکرد پژوهشی خود نمایندهٔ «مکتب زاربروکن» است که بخشی از مکتب اسلام‌شناسی تجدیدنظرطلبانه است.

## روش‌شناسی پیشنهادی لوگزنبرگ
- بررسی کنید که آیا توضیحی قابل قبول و نادیده گرفته شده در تفسیر طبری (تکمیل در حدود ۸۸۳ میلادی) یافت می‌شود.
- بررسی کنید که آیا توضیح قابل قبولی در لسان العرب ابن منظور (تکمیل شده در حدود ۱۲۹۰ میلادی)، گسترده‌ترین فرهنگ لغت عربی وجود دارد یا خیر (این لغت‌نامه حدود ۴۰۰ سال پس از تفسیر طبری است، بنابراین ممکن است به طور قابل قبولی شامل پیشرفت‌هایی در بینش لغوی باشد).
- بررسی کنید که آیا عبارت عربی دارای یک ریشهٔ متجانس در سریانی یا آرامی با معنای متفاوتی است که متناسب با متن باشد.
- قضاوت کنید که آیا معنای کلمه‌ای سریانی/آرامی ممکن است معنای بهتری از این آیه داشته باشد یا خیر.
- بررسی کنید که آیا کلمه‌ای سریانی وجود دارد که برای معنی آیه منطقی باشد.
- متن را با تغییر موقعیت نشانه‌گذاری‌هایی که بعداً به قدیمی‌ترین متن  اضافه شد، بررسی کنید. شاید نسخه‌ای به‌دست آید که کلمه‌ای عربی را به ما بدهد که این آیه را معنا کند.
- اگر کلمهٔ عربی کارساز نیست، آزمایش را تکرار کنید و به دنبال کلمات سریانی بگردید.
- عبارت عربی را به سریانی ترجمه کنید و ادبیات سریانی را برای عبارتی که ممکن است به معنای واقعی کلمه به عربی ترجمه شده باشد بررسی کنید. معنای اصلی در سریانی ممکن است بیشتر از عبارت عربی حاصل شود (این گونه عبارات ترجمه‌شده را گرته‌برداری مورفولوژیکی می‌نامند).
- بررسی کنید که آیا یک عبارت مربوط در ادبیات قدیمی سریانی وجود دارد، که ممکن است شبیه یک عبارت عربی باشد که اکنون گم شده‌است.
- بررسی کنید که آیا عبارت عربی درستی است که به خط عربی نوشته شده‌است، اما با املای سریانی.

«قابل قبول بودن»، «قضاوت کردن» و «معنا ساختن» یک واژه، مستلزم بررسی و نگاه کردن به وقوع و تکرار شدن یک واژه در آیات آشکارتر قرآنی، و نگاه به متون جعلی و مذهبی آرامی است که تقریباً کلمه به کلمه در قرآن آورده شده‌است.